# Lista dos deputados provinciais da 16.ª legislatura de Santa Catarina
Lista dos deputados provinciais de Santa Catarina - 16ª legislatura (1866 — 1867).
| Nº | Deputado                             |
| -- | ------------------------------------ |
| 1  | Afonso de Albuquerque e Melo         |
| 2  | Anastácio Silveira de Sousa          |
| 3  | Antônio José de Sarmento Melo        |
| 4  | Antônio da Silva Rocha Paranhos      |
| 5  | Carlos Duarte Silva                  |
| 6  | Duarte Paranhos Schutel              |
| 7  | Eleutério Francisco de Sousa         |
| 8  | Francisco de Almeida Varela          |
| 9  | Francisco José de Oliveira Pais      |
| 10 | Francisco Luís do Livramento         |
| 11 | Francisco Pedro da Cunha             |
| 12 | Hermógenes de Miranda Ferreira Souto |
| 13 | Joaquim Francisco Pereira Marçal     |
| 14 | Joaquim Gomes de Oliveira e Paiva    |
| 15 | José Bonifácio Caldeira de Andrada   |
| 16 | Manuel de Freitas Sampaio            |
| 17 | Manuel José de Oliveira              |
| 18 | Marcelino Antônio Dutra              |
| 19 | Olímpio Adolfo de Sousa Pitanga      |
| 20 | Tomás Silveira de Sousa              |